# Atollo Alif Dhaal
L'atollo Alif Dhaal è un atollo amministrativo delle Maldive. Rappresenta la metà meridionale dell'Atollo di Ari. La metà settentrionale è occupata dall'Atollo Alif Alif.

## Isole abitate
Dhangethi, Dhiddhoo, Dhigurah, Fenfushi, Haggnaameedhoo, Kunburudhoo, Maamingili, Mahibadhoo, Mandhoo, Omadhoo.

## Isole disabitate
Alikoirah, Angaagaa, Ariadhoo, Athurugau, Bodufinolhu, Bodukaashihuraa, Bulhaaholhi, Dhehasanulunboihuraa, Dhiddhoofinolhu, Dhiffushi, Dhiggaru, Enboodhoo, Finolhu, Gasfinolhu, Heenfaru, Hiyafushi, Hukurudhoo, Hurasdhoo, Huruelhi, Huvahendhoo, Innafushi, Kalhuhandhihuraa, Kudadhoo, Kudarah, Maafushivaru, Machchafushi, Medhufinolhu, Mirihi, Moofushi, Nalaguraidhoo, Rahddhiggaa, Rangali, Rangalifinolhu, Rashukolhuhuraa, Theluveligaa, Tholhifushi, Thundufushi, Vakarufalhi, Vilamendhoo, Villingili, Villinglivaru.
Isole turistiche, aeroporti e isole industriali sono considerate disabitate.